# Випилювання каменю
Випи́лювання ка́меню (рос. выпиливание камня, англ. stone sawing, нім. Aussägen n der Steinblöcke m pl) — відокремлення каменю від гірського масиву каменерізними машинами; застосовується при видобутку стінових та облицювальних блоків. В.к. здійснюють на відкритих та підземних розробках. При переміщенні каменерізної машини вздовж вибою в гірському масиві здійснюються розрізи у трьох взаємоперпендикулярних площинах.